# (33829) Asherson
2000 EZ66 (asteroide 33829) é um asteroide da cintura principal. Possui uma excentricidade de 0.12649840 e uma inclinação de 1.54783º.
Este asteroide foi descoberto no dia 10 de março de 2000 por LINEAR em Socorro.